# The Maid of Artois

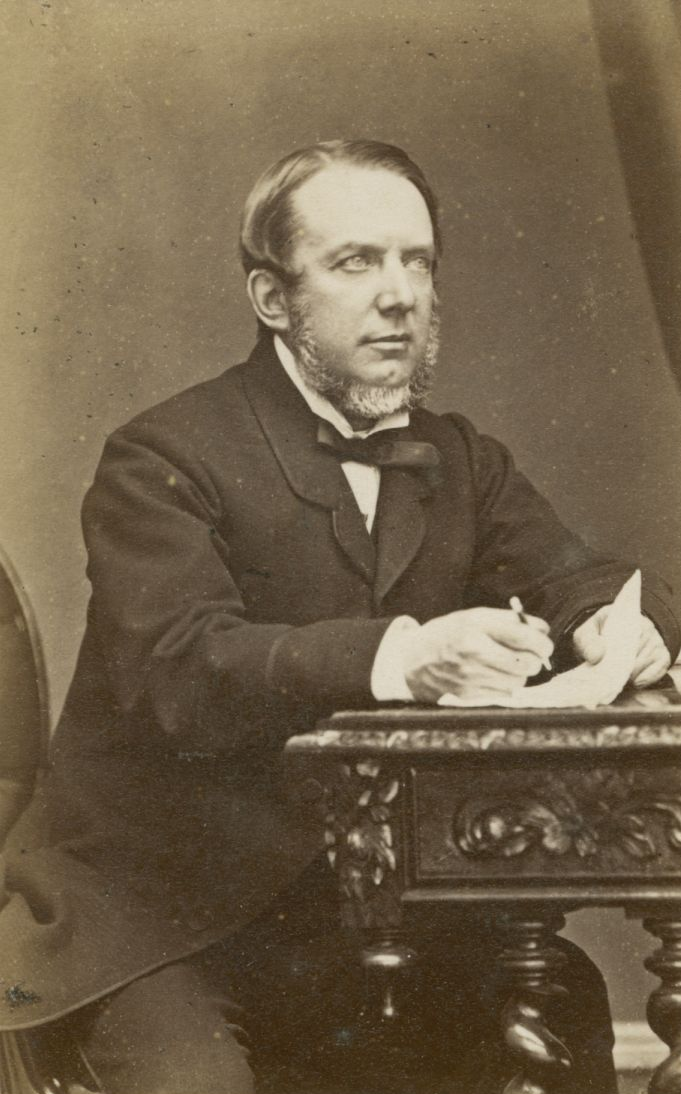
Michael William Balfe

The Maid of Artois är en opera med musik av Michael William Balfe och libretto av Alfred Bunn ledare för Drury Lane Theatre i London. Texten bygger på Eugène Scribes scenversion av Abbé Prévosts roman Manon Lescaut.

## Historia
Operan hade premiär den 27 maj 1836 med Maria Malibran som hjältinnan Isoline. Handlingen rör sig kring en förälskad flicka som uppvaktas av en rik markis. De älskande synes dömda att förgå i öknen tills räddningen kommer. Operan fick bra recensioner och särskilt ouvertyren lovordades. 
Balfes musik påverkades av hans tidigare studier i Italien, särskilt Bellinis och Donizettis verk, men även franska musikstycken vilka Balfe hade sjungit (som baryton) på Parisoperan), där han och Malibran uppträdde tillsammans. Balfe skrev The Maid of Artois delvis för henne personligen. Malibran var en mezzosopran med en bredd på tre oktaver. Hon dog i september 1836 innan partituret var tryckt. Balfe bestämde sig för att skriva om rollen för en ljusare, högre koloratur vilket passade bättre in på en typisk ungdomlig operakaraktär såsom Isoline.

## Roles
- Isoline (mezzosopran)
- Jules (tenor)
- Marquis (baryton)
- Synnelet (bas)
- Coralie
- Sans Regret
- Martin
- Centinnel
- Count Saulnier

## Musiknummer
Akt 1

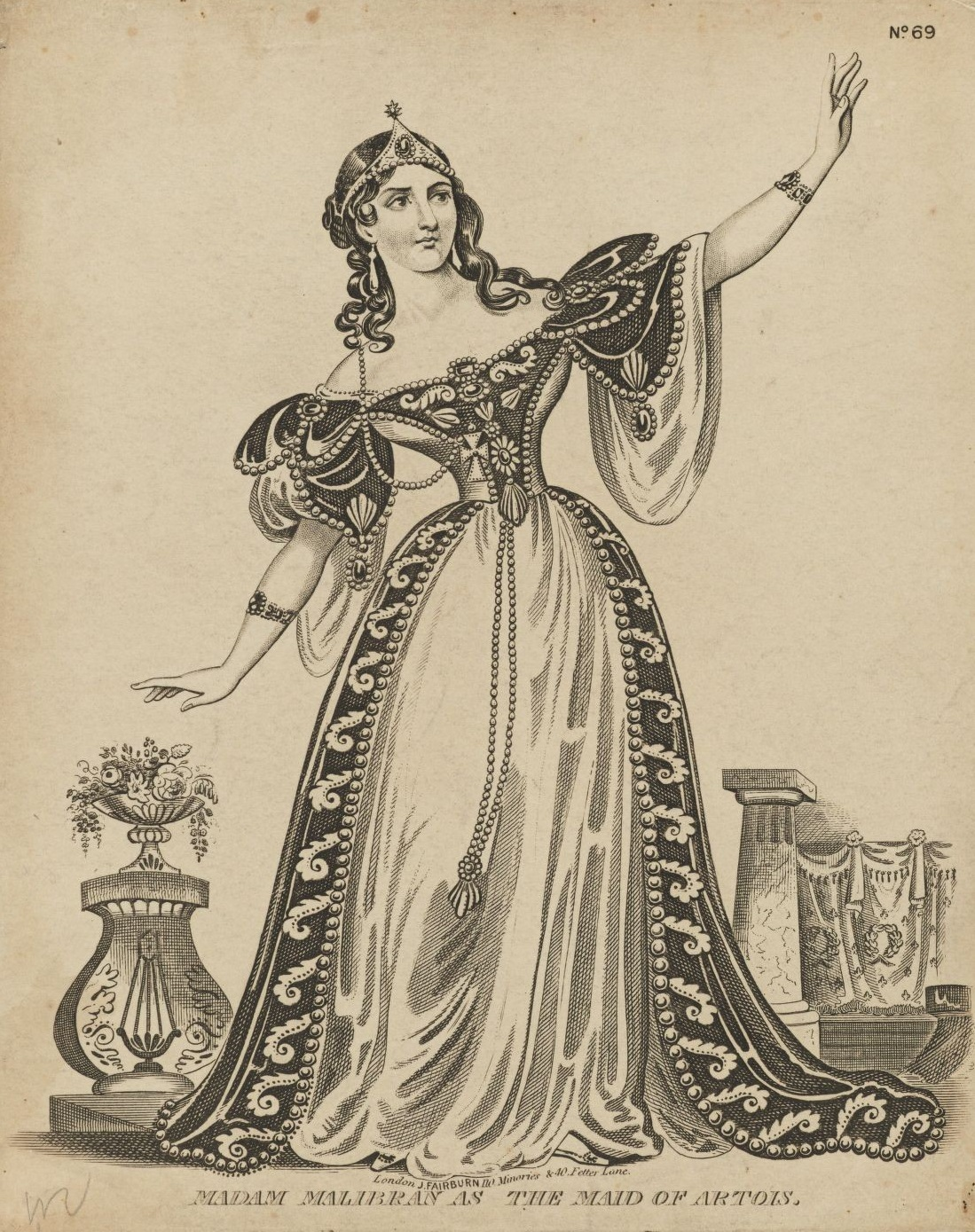
Maria Malibran som Isoline i The Maid of Artois.

Omgivningarna till ett slott i Paris
- 1 Män – Drink, boys
- 2 Marquis –  Recit.   The Rosy hours
- 2a Marquis, Sans R, Kör – Cavatina   Then silly is the heart
- 3  Andante
- 4 Jules – Recit.   Oh, if at times
- 4a  Jules – Cavatina    My soul, in one unbroken
- 5  Sans R & Jules – Here, take the contents
- 6   Coralie, Jules, Sans R, Män – Then thus oppress’d
- 7    Kvinnor – The sigh from her heart
- 8    Isoline – Recit.   My thoughts which forth
  - Isoline – The heart that once hath
  - Isoline, Women – Oh could I but that peace
- 9 Isoline, Marquis – Oh! leave me not
- 9a  Isoline, Marquis – Oh, why should I weep
- 10  Isoline  – Yon moon o’er the mountains
- 11  Jules, Isoline, – Final:   What sounds are those I hear
- 11a  Isoline, Jules, Marquis –  Final: Trio  My bosom with hope
- 12   Marquis, Isoline, Jules –  Final: Ensemble   Deceitful woman
  - Sans Regret, Kör, Count

Akt 2
En fästning i Brittiska Guyana
- 13  Män, Kvinnor och slavar –  Here’s to the Soldier Lover
- 14 Synnelet, Kör –  Was there ever known
- 15 Balett
- 16  Isoline –  Oh! what a charm it is
- 17  Isoline, Jules, Nin, Syn, Kör, Kvartett & Ch – From shore to shore
- 18 Indiandans
- 19  Isoline & Jules – And do these arms
- 19a  Jules, Isoline – I have strength to bear
- 19b Martin, Isol, Jules, Nin, Syn  Ensemble – Five minutes are expired
- 20  Kör, Syn, Cent, Martin –  Finale  These joyous sounds upon the ear
- 21  Marquis –  Recit.   I gaze upon the stranger land
- 21a  Marquis – The light of the other days is faded
- 22  Kör, Marquis, Synnelet –  Final   Hail to the Chief

Act 3
I öknen
- 23 Isoline –  Recit.   The sounds which have pursued
- 23a  Isoline –  Oh, beautiful night
- 24  Isoline, Jules –  There’s blood upon his arm
- 25  March
- 26 Isoline, Kör –  Final:   The rapture swelling though my breast